# Beaumont-du-Ventoux
Pour les articles homonymes, voir Beaumont.
Beaumont-du-Ventoux est une commune française située dans le département de Vaucluse, en région Provence-Alpes-Côte d'Azur.
Ses habitants sont nommés les Bellimontois, ou Bèumoniès en provençal.

## Géographie

Beaumont-du-Ventoux, une des communes du piémont du mont Ventoux.

### Localisation
Le bourg est situé à quatre kilomètres de Malaucène par la route départementale 153.
| Malaucène | Malaucène           | Saint-Léger-du-Ventoux |
| Malaucène | Beaumont-du-Ventoux |                        |
|           | Bédoin              |                        |

### Les hameaux
La commune a la particularité d'avoir un habitat éclaté sur neuf hameaux : le Piolon est le point central administratif, regroupant la mairie et l'école.
Les autres hameaux sont :
- l’Église,
- les Cabanes,
- Pierlaud,
- les Tullières,
- les Valettes,
- Sainte-Marguerite,
- les Alazards
- et la station de ski de Mont Serein.

### Voies de communications et transports

#### Voies routières
- La route départementale 974 passe sur la partie en hauteur de la commune, sans liaison avec le bourg, relativement proche des crêtes et arrivant au sommet du mont Ventoux.
- Enfin, la route départementale 164 A distribue la station du mont Serein.
- L'autoroute la plus proche est l'autoroute A7.

#### Transports en commun
- Réseau Sud mobilité[3].
- Trans Vaucluse[4].
- TER Provence-Alpes-Côte d'Azur.

### Géologie et relief
- L'ensemble de la commune est composé d'une partie du flanc nord du mont Ventoux et de collines accolées[5]. Seule exception, une petite plaine agricole oscillant ente 357 et 400 mètres d'altitude, triangle coincé entre les collines du piémont du mont Ventoux au sud et à l'est, la commune voisine de Malaucène à l'ouest et la colline du Rissas au nord.
- Mont Serein.
- Parc naturel régional du Mont-Ventoux[6]

### Hydrographie et eaux souterraines

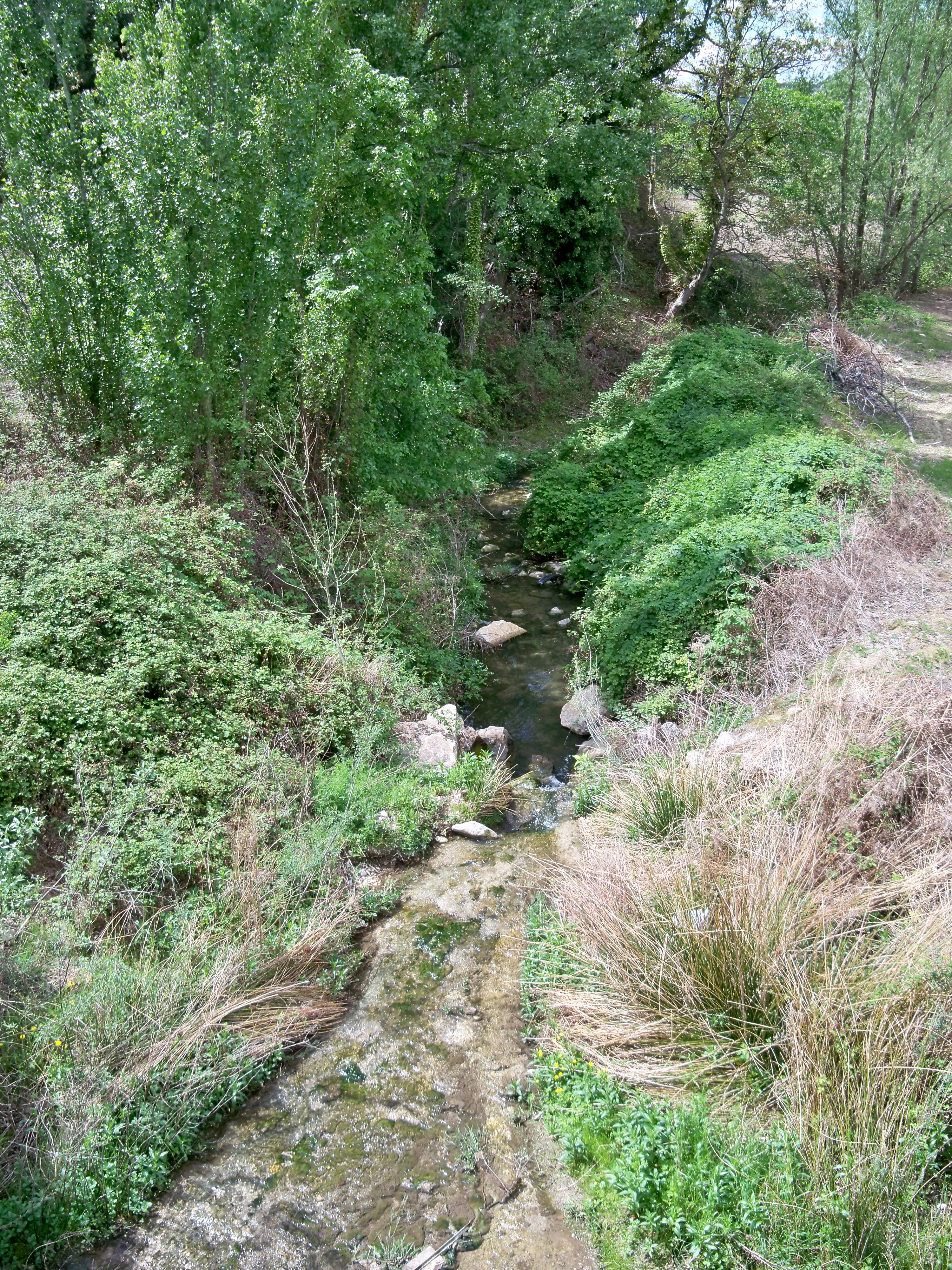
Rieu Froid aux Valettes.

Cours d'eau sur la commune ou à son aval :
- plusieurs combes (combe des Glacières, combe de Trempe, etc.) alimentent un ruisseau qui coule dans le vallat du Plan pour nourrir le Rieu Froid[8].

Beaumont-du-Ventoux dispose d'une station d'épuration d'une capacité de 350 équivalent-habitants.

### Sismicité
Les cantons de Bonnieux, Apt, Cadenet, Cavaillon, et Pertuis sont classés en zone Ib (risque faible). Tous les autres cantons du département de Vaucluse, dont celui de Malaucène auquel appartient la commune, sont classés en zone Ia (risque très faible). Ce zonage correspond à une sismicité ne se traduisant qu'exceptionnellement par la destruction de bâtiments.

### Intercommunalité
Commune membre de la Communauté d'agglomération Ventoux-Comtat Venaissin.

### Climat
Pour des articles plus généraux, voir Climat de Provence-Alpes-Côte d'Azur et Climat de Vaucluse.
En 2010, le climat de la commune est de type climat méditerranéen altéré, selon une étude du Centre national de la recherche scientifique s'appuyant sur une série de données couvrant la période 1971-2000. En 2020, Météo-France publie une typologie des climats de la France métropolitaine dans laquelle la commune est dans une zone de transition entre le climat de montagne et le climat méditerranéen et est dans la région climatique Provence, Languedoc-Roussillon, caractérisée par une pluviométrie faible en été, un très bon ensoleillement (2 600 h/an), un été chaud (21,5 °C), un air très sec en été, sec en toutes saisons, des vents forts (fréquence de 40 à 50 % de vents > 5 m/s) et peu de brouillards.
Pour la période 1971-2000, la température annuelle moyenne est de 12,5 °C, avec une amplitude thermique annuelle de 15,7 °C. Le cumul annuel moyen de précipitations est de 882 mm, avec 6,3 jours de précipitations en janvier et 3,7 jours en juillet. Pour la période 1991-2020, la température moyenne annuelle observée sur la station météorologique installée sur la commune est de 7,0 °C et le cumul annuel moyen de précipitations est de 1 317,0 mm. 
La température maximale relevée sur cette station est de 33,4 °C, atteinte le 28 juin 2019 ; la température minimale est de −18 °C, atteinte le 5 février 2012,,.
| Mois                                  | jan.           | fév.          | mars          | avril         | mai           | juin          | jui.         | août           | sep.          | oct.          | nov.          | déc.           | année     |
| ------------------------------------- | -------------- | ------------- | ------------- | ------------- | ------------- | ------------- | ------------ | -------------- | ------------- | ------------- | ------------- | -------------- | --------- |
| Température minimale moyenne (°C)     | −2,6           | −3,1          | −0,6          | 1,7           | 6,1           | 9,7           | 12           | 12,3           | 8             | 5,2           | 0,8           | −1,8           | 4         |
| Température moyenne (°C)              | −0,7           | −0,7          | 2,3           | 4,9           | 9,6           | 13,7          | 16,4         | 16,4           | 11,3          | 7,5           | 2,7           | 0,1            | 7         |
| Température maximale moyenne (°C)     | 1,2            | 1,6           | 5,2           | 8,2           | 13,2          | 17,7          | 20,7         | 20,5           | 14,6          | 9,9           | 4,6           | 2              | 9,9       |
| Record de froid (°C) date du record   | −15 31.01.1999 | −18 05.02.12  | −13 07.03.05  | −9 14.04.1998 | −4,7 05.05.19 | −0,5 01.06.06 | 1,5 12.07.00 | 3,2 30.08.1992 | −1,8 25.09.02 | −8 28.10.12   | −11 27.11.10  | −14,9 20.12.09 | −18 2012  |
| Record de chaleur (°C) date du record | 12,7 28.01.08  | 14,7 24.02.20 | 17 24.03.1994 | 20 29.04.05   | 26,9 24.05.09 | 33,4 28.06.19 | 30 31.07.20  | 32,1 12.08.03  | 26,1 04.09.23 | 21,5 01.10.23 | 16,1 01.11.20 | 14 12.12.1994  | 33,4 2019 |
| Précipitations (mm)                   | 130,9          | 84,9          | 82,5          | 125,7         | 112,3         | 76,4          | 43,7         | 59,5           | 138,8         | 169,2         | 177,2         | 115,9          | 1 317     |

| Diagramme climatique                                  |             |             |             |              |             |            |              |            |             |             |            |
| J                                                     | F           | M           | A           | M            | J           | J          | A            | S          | O           | N           | D          |
| 1,2−2,6130,9                                          | 1,6−3,184,9 | 5,2−0,682,5 | 8,21,7125,7 | 13,26,1112,3 | 17,79,776,4 | 20,71243,7 | 20,512,359,5 | 14,68138,8 | 9,95,2169,2 | 4,60,8177,2 | 2−1,8115,9 |
| Moyennes : • Temp. maxi et mini °C • Précipitation mm |             |             |             |              |             |            |              |            |             |             |            |

Les paramètres climatiques de la commune ont été estimés pour le milieu du siècle (2041-2070) selon différents scénarios d'émission de gaz à effet de serre à partir des nouvelles projections climatiques de référence DRIAS-2020. Ils sont consultables sur un site dédié publié par Météo-France en novembre 2022.

## Urbanisme

### Typologie
Au 1er janvier 2024, Beaumont-du-Ventoux est catégorisée commune rurale à habitat dispersé, selon la nouvelle grille communale de densité à sept niveaux définie par l'Insee en 2022.
Elle appartient à l'unité urbaine de Malaucène, une agglomération intra-départementale regroupant trois  communes, dont elle est une commune de la banlieue,,. La commune est en outre hors attraction des villes,.

### Occupation des sols
L'occupation des sols de la commune, telle qu'elle ressort de la base de données européenne d’occupation biophysique des sols Corine Land Cover (CLC), est marquée par l'importance des forêts et milieux semi-naturels (87,7 % en 2018), une proportion sensiblement équivalente à celle de 1990 (87,9 %). La répartition détaillée en 2018 est la suivante : 
forêts (66,2 %), milieux à végétation arbustive et/ou herbacée (12,1 %), zones agricoles hétérogènes (11,2 %), espaces ouverts, sans ou avec peu de végétation (9,4 %), espaces verts artificialisés, non agricoles (1 %). L'évolution de l’occupation des sols de la commune et de ses infrastructures peut être observée sur les différentes représentations cartographiques du territoire : la carte de Cassini (XVIIIe siècle), la carte d'état-major (1820-1866) et les cartes ou photos aériennes de l'IGN pour la période actuelle (1950 à aujourd'hui).

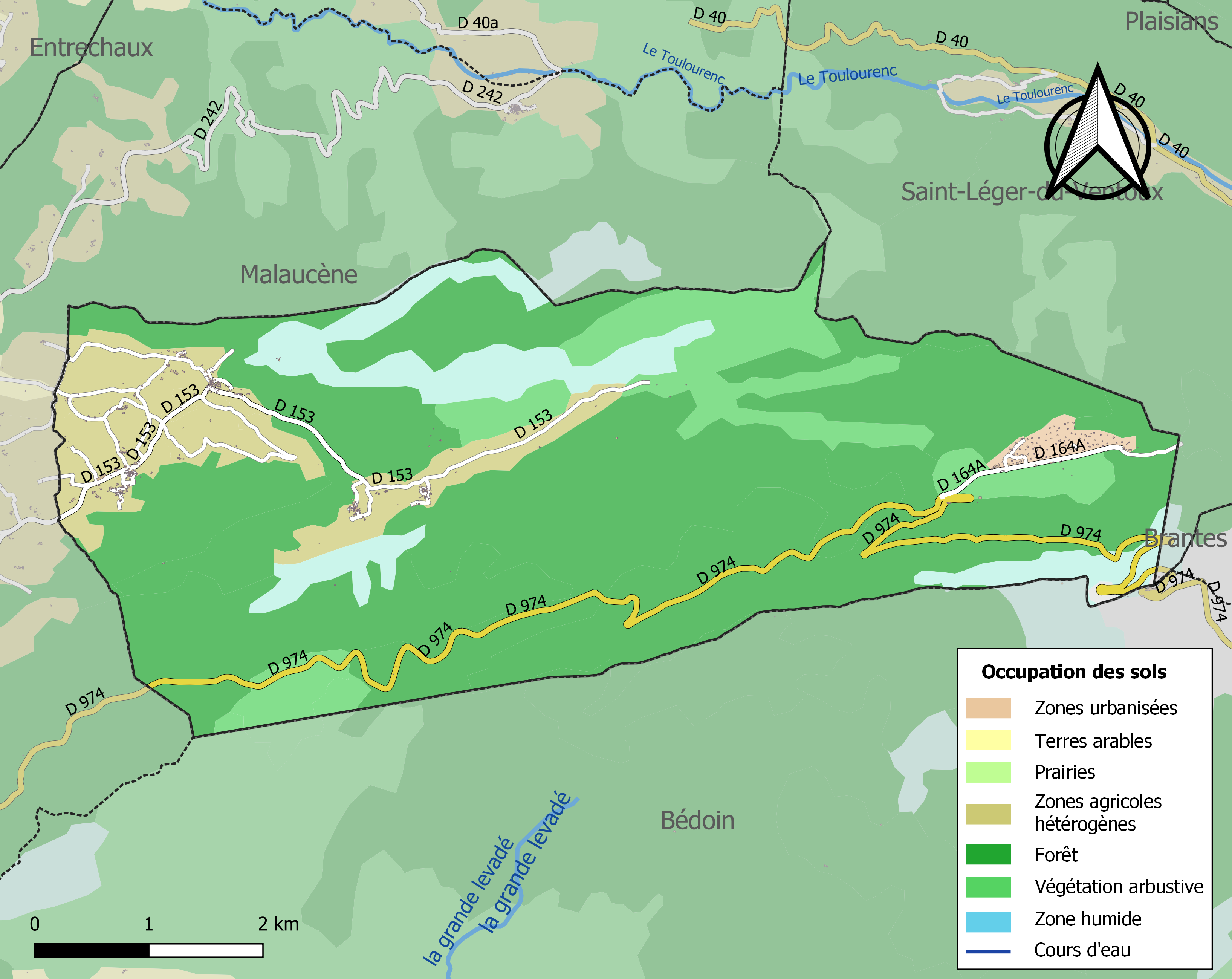
Carte des infrastructures et de l'occupation des sols de la commune en 2018 (CLC).

## Toponymie
La commune a porté le nom de Beaumont de Malaucène puis de Beaumont d'Orange. Son origine vient de belli montis, avec comme signification l'endroit d'où l'on voit de loin.
La commune porte le nom de Bèumont dau Ventor en occitan.

## Histoire

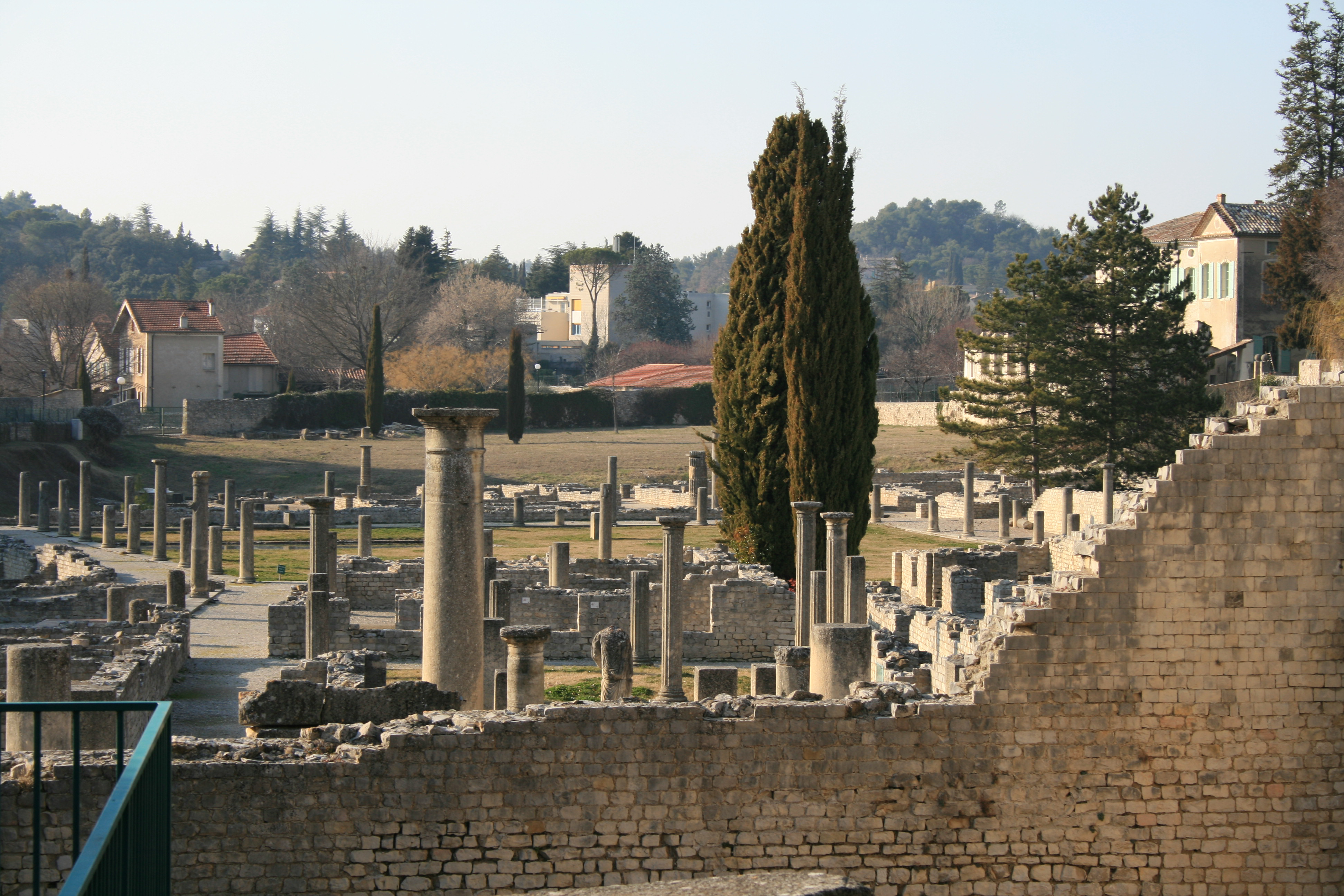
Les pierres de la carrière de Beaumont à Vaison-la-Romaine.

### Préhistoire et Antiquité
La colline de Rissas fut durant le Paléolithique et le Néolithique une vaste carrière d'exploitation de silex. Ceux-ci étaient taillés ou polis sur place et ce site a permis de découvrir aussi des nuclei et des maillets à rainures.
En 1845, un labour fit sortir d'un champ des vestiges romains dont le reste d'un bassin, des tuyaux de plomb et plusieurs cippes. La colonisation romaine a laissé bien d'autres traces dont la carrière de pierre de la Combe de Maupas qui fut utilisée pour la construction des édifices de Vasio, la capitale des Voconces. Une voie spéciale fut même construite pour acheminer les blocs de pierre. À proximité, les fouilles ont permis d'exhumer des amphores, un autel à Diane ainsi que l'inscription funéraire d'un préfet de cohorte.

### Moyen Âge

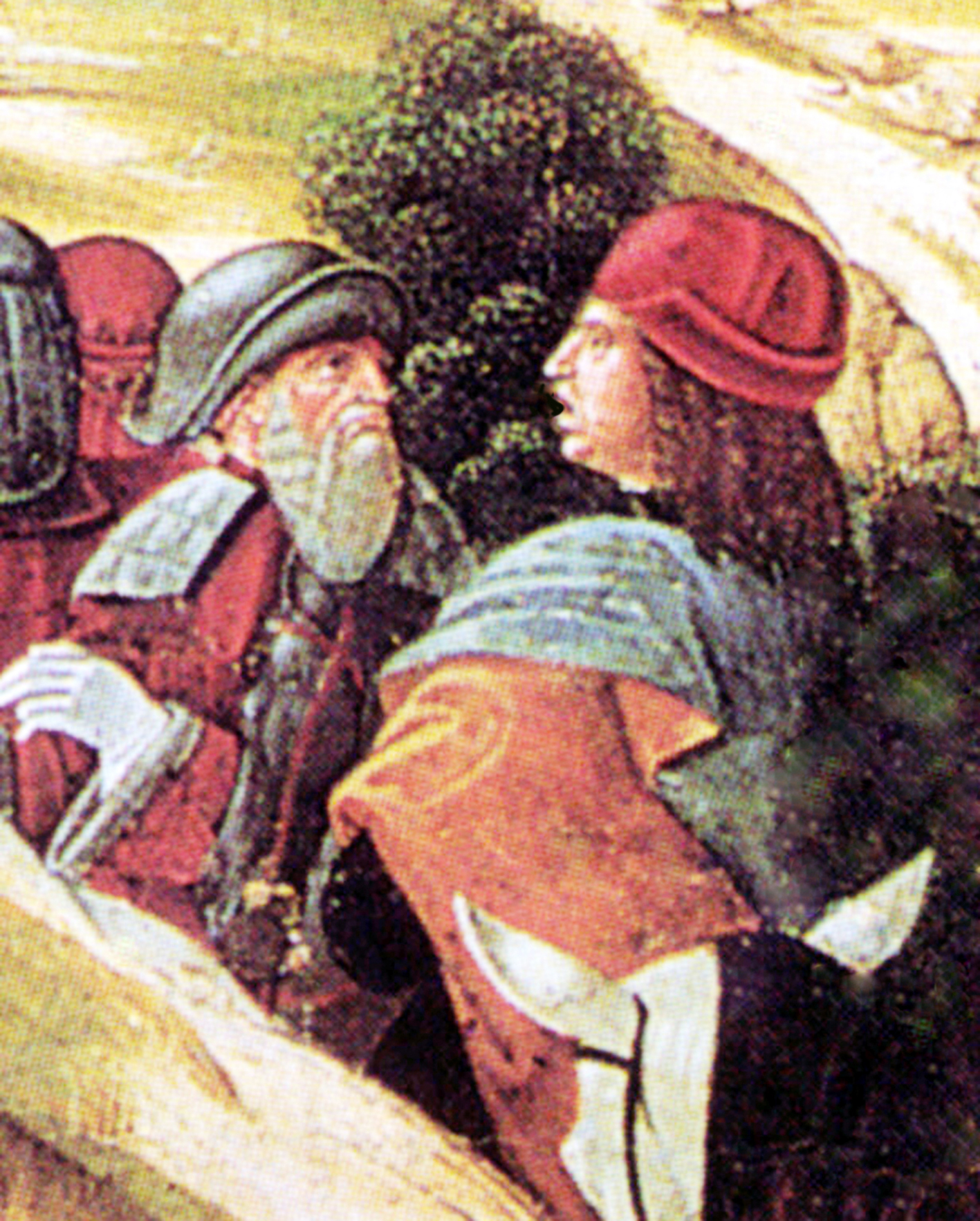
Juan Fernandez de Heredia et Raymond de Turenne, les deux capitaines des Armes du Comtat Venaissin, au XIVe siècle.

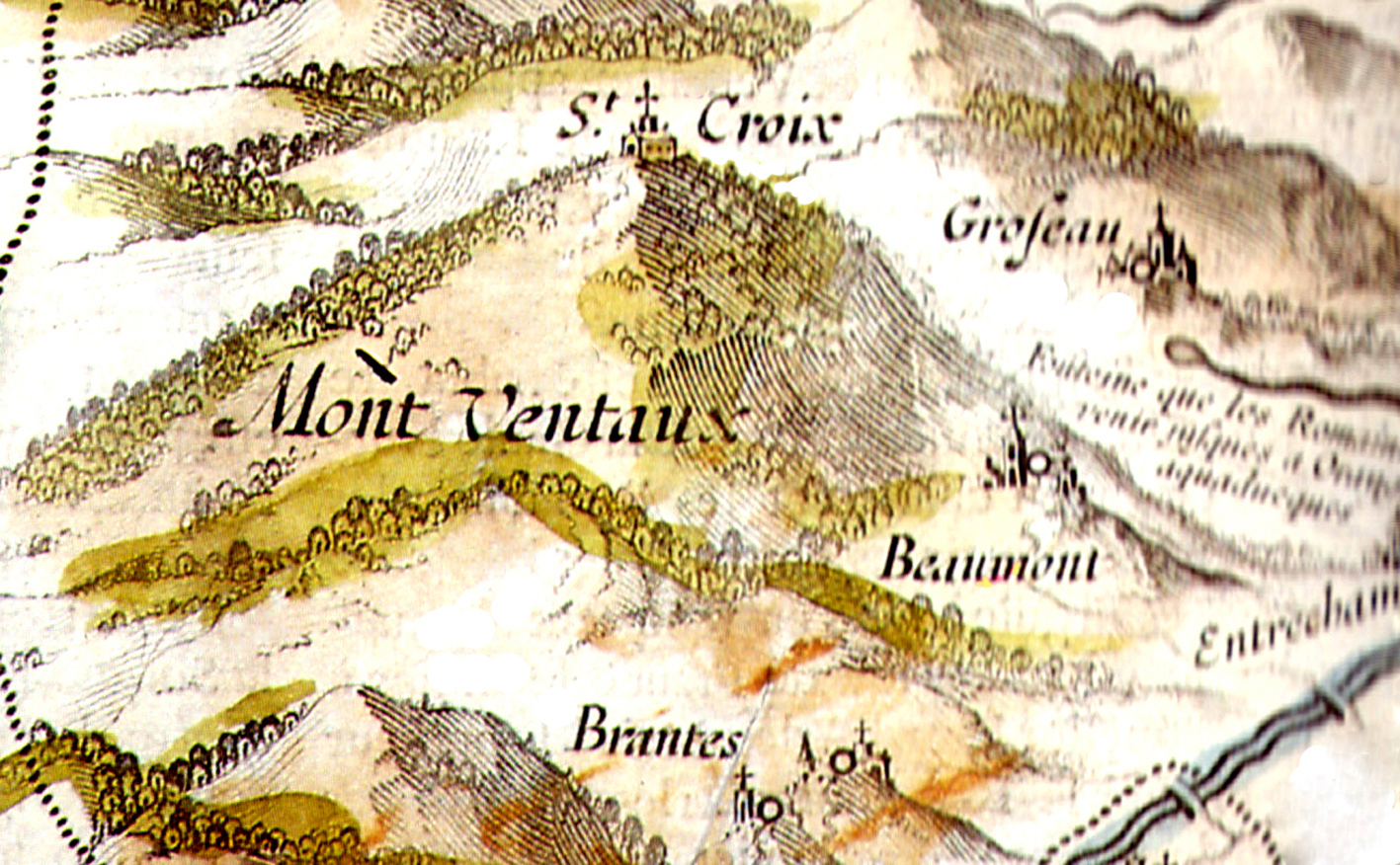
Extrait de la carte de Jacques de Chieze (1627) montrant Beaumont au pied du Mont Ventaux.

En 1300, le village se trouvait à Beaumont-le-Vieux, aujourd'hui simple hameau de l'actuel Beaumont. Son château appartenait alors à Raymond de Beaumont, évêque de Carpentras. Le fief dépendait de la Révérende Chambre Apostilique - le ministère des finances pontificales - qui en était Dame foncière. Il fut attribué en 1317 à Rostaing d'Esparron, qui en rendit hommage à Arnaud de Trian, recteur du Comtat Venaissin. Il passa à sa descendante, Mabille d'Esparron en 1363.
Lors de ses guerres contre Clément VII, en 1393, Raymond de Turenne attaqua Beaumont-le-Vieux qui fut complètement détruit avec sa chapelle dédiée au Saint-Sépulcre. Celle-ci avait sa jumelle au bas de la vallée qui est restée intacte et porte toujours la marque VGo de son maître d'œuvre.
Après le passage de celui qui fut surnommé le « Fléau de Provence », le village éclata en hameaux : les Alazards, l'Église ou les Fourches, Sainte-Marguerite et les Valettes.

### Renaissance
En 1435, ce fief fut acheté par Guillaume et Louis Artaud qui ne le gardèrent pas et le revendirent à Barthélemy de Brancas.
En 1673, Louis de Brancas, duc de Villars, vendit ce fief à François Guillaume de Castellane d'Ampus pour 30 000 livres.

### Période moderne
Le 12 août 1793 fut créé le département de Vaucluse, constitué des districts d'Avignon et de Carpentras, mais aussi de ceux d'Apt et d'Orange, qui appartenaient aux Bouches-du-Rhône, ainsi que du canton de Sault, qui appartenait aux Basses-Alpes.

### Période contemporaine
Sur le mont Serein, dans le massif du mont Ventoux a été construite une chapelle œcuménique. Sa première pierre fut posée le 23 mai 1965 et elle fut consacrée le 16 janvier 1966. Ses vitraux sont l'œuvre de l'abbé Roy, aumônier de Saint-Jean-Baptiste-de-La-Salle à Avignon.

## Politique et administration
| Période                                  | Période  | Identité          | Étiquette | Qualité           |
| ---------------------------------------- | -------- | ----------------- | --------- | ----------------- |
| mars 2001                                | 2020     | Bernard Charrasse | SE        | Retraité agricole |
| 2020                                     | En cours | Alain Bremond     |           |                   |
| Les données manquantes sont à compléter. |          |                   |           |                   |

### Budget et fiscalité 2017

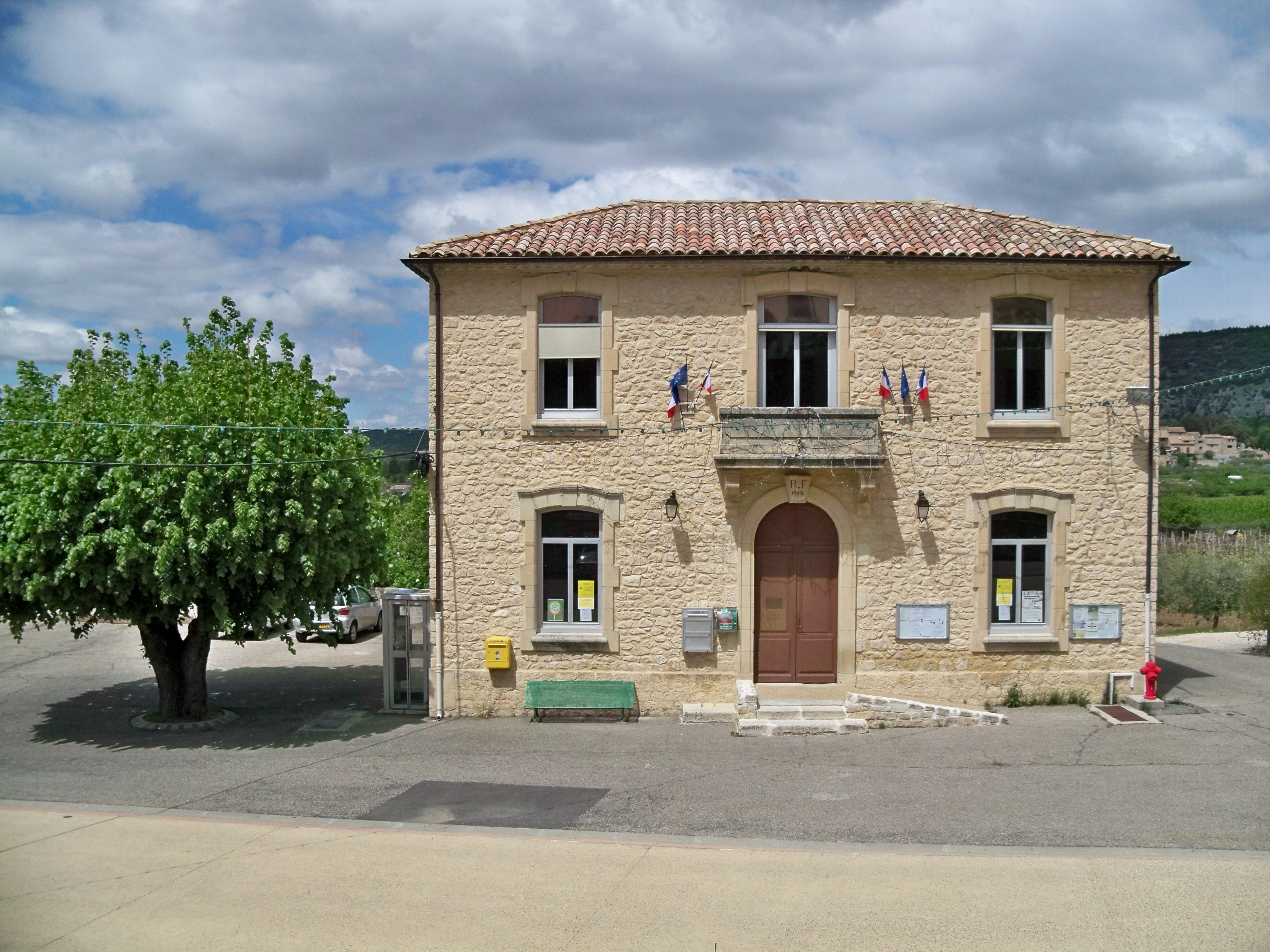
Mairie de Beaumont-du-Ventoux.

En 2017, le budget de la commune était constitué ainsi :
- total des produits de fonctionnement : 316 000 €, soit 1 074 € par habitant ;
- total des charges de fonctionnement : 243 000 €, soit 826 € par habitant ;
- total des ressources d'investissement : 131 000 €, soit 447 € par habitant ;
- total des emplois d'investissement : 38 000 €, soit 128 € par habitant ;
- endettement : 168 000 €, soit 570 € par habitant.

Avec les taux de fiscalité suivants :
- taxe d'habitation : 4,70 % ;
- taxe foncière sur les propriétés bâties : 4,65 % ;
- taxe foncière sur les propriétés non bâties : 26,96 % ;
- taxe additionnelle à la taxe foncière sur les propriétés non bâties : 0,00 % ;
- cotisation foncière des entreprises : 0,00 %.

Chiffres clés Revenus et pauvreté des ménages en 2015 : médiane en 2015 du revenu disponible, par unité de consommation : 18 729 €.

## Population et société

### Démographie

#### Évolution démographique
L'évolution du nombre d'habitants est connue à travers les recensements de la population effectués dans la commune depuis 1793. Pour les communes de moins de 10 000 habitants, une enquête de recensement portant sur toute la population est réalisée tous les cinq ans, les populations de référence des années intermédiaires étant quant à elles estimées par interpolation ou extrapolation. Pour la commune, le premier recensement exhaustif entrant dans le cadre du nouveau dispositif a été réalisé en 2005.

En 2022, la commune comptait 307 habitants, en évolution de +8,87 % par rapport à 2016 (Vaucluse : +1,73 %, France hors Mayotte : +2,11 %).
| 1793 | 1800 | 1806 | 1821 | 1831 | 1836 | 1841 | 1846 | 1851 |
| ---- | ---- | ---- | ---- | ---- | ---- | ---- | ---- | ---- |
| 572  | 615  | 589  | 675  | 544  | 536  | 570  | 602  | 545  |

| 1856 | 1861 | 1866 | 1872 | 1876 | 1881 | 1886 | 1891 | 1896 |
| ---- | ---- | ---- | ---- | ---- | ---- | ---- | ---- | ---- |
| 508  | 486  | 458  | 465  | 453  | 440  | 416  | 378  | 344  |

| 1901 | 1906 | 1911 | 1921 | 1926 | 1931 | 1936 | 1946 | 1954 |
| ---- | ---- | ---- | ---- | ---- | ---- | ---- | ---- | ---- |
| 333  | 303  | 292  | 250  | 229  | 210  | 213  | 195  | 188  |

| 1962 | 1968 | 1975 | 1982 | 1990 | 1999 | 2005 | 2006 | 2010 |
| ---- | ---- | ---- | ---- | ---- | ---- | ---- | ---- | ---- |
| 194  | 203  | 185  | 240  | 260  | 286  | 319  | 322  | 311  |

| 2015 | 2020 | 2022 | - | - | - | - | - | - |
| ---- | ---- | ---- | - | - | - | - | - | - |
| 285  | 304  | 307  | - | - | - | - | - | - |

## Économie

### Agriculture

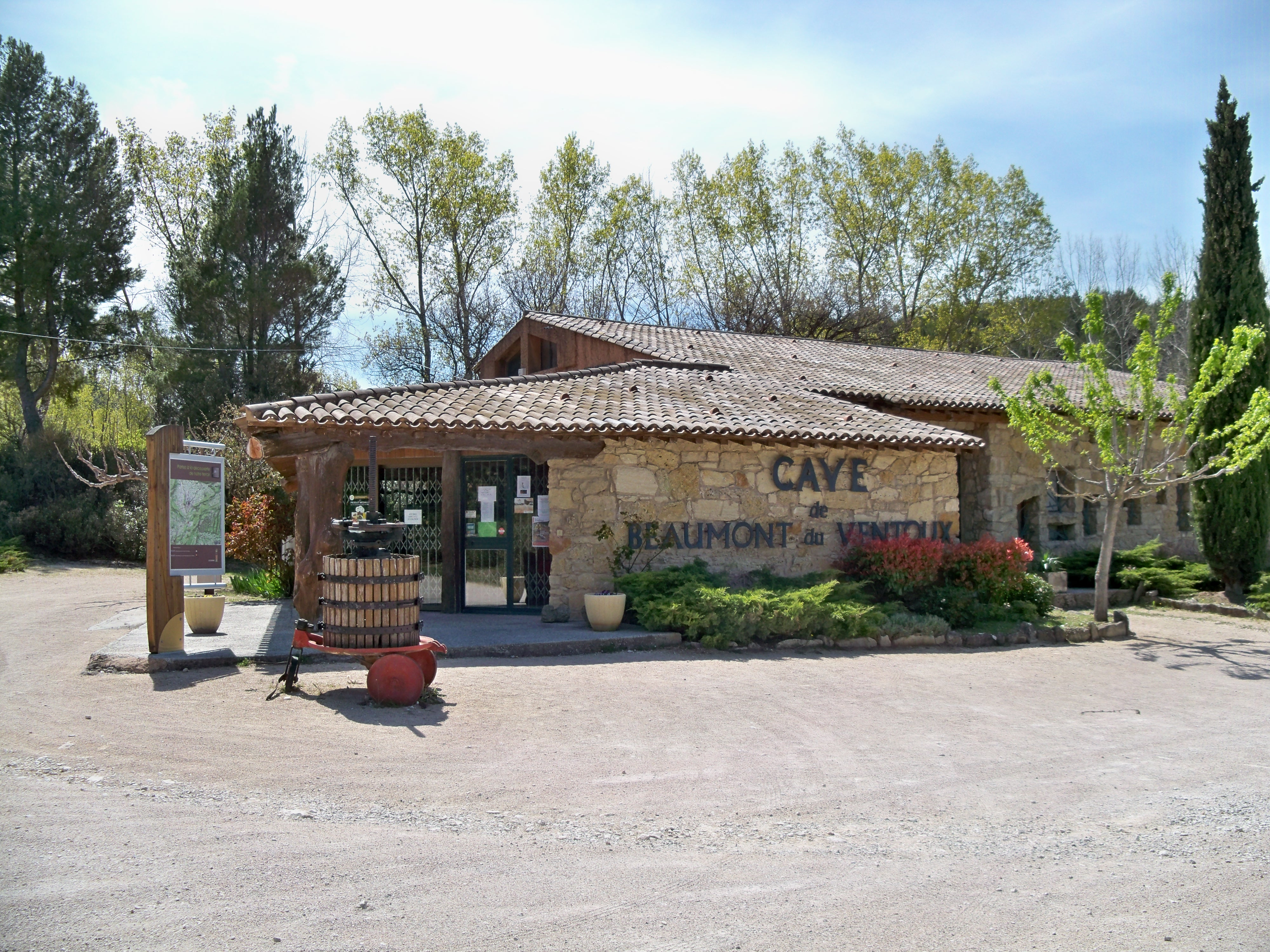
Caveau de Beaumont-du-Ventoux, point de vente de la cave vinicole.

Les principales cultures fruitières sont la « cerise du Ventoux » et l'abricot. Le vignoble produit un vin classé en Ventoux (AOC) et un vin paillé, la "Cuvée Vieil Or", produit par la cave vinicole. Il a été vinifié pour la première fois en 2000. C'est la reprise d'une recette ancestrale. La tradition provençale veut, en effet, que l'on mette de côté les plus belles grappes et les fasse sécher pour entrer dans les treize desserts de Noël. Où les vignerons de la cave ont innové, c'est en vinifiant ces raisins passerillés. Vendangés à l'automne, les grenaches (80 %) et les clairettes (20 %), sont mis à sécher dans des cagettes de bois et dans des endroits (greniers ouverts) où passe bien le mistral. C'est le passerillage hors souche, déjà connu du temps de Pline l'Ancien. Ces grappes qui ont perdu une grande partie de leur eau (grains flétris) et ont acquis une plus forte concentration en sucre, sont pressées à la fin décembre et le vin mis en bouteille après quelques mois de vieillissement.

### Élevage

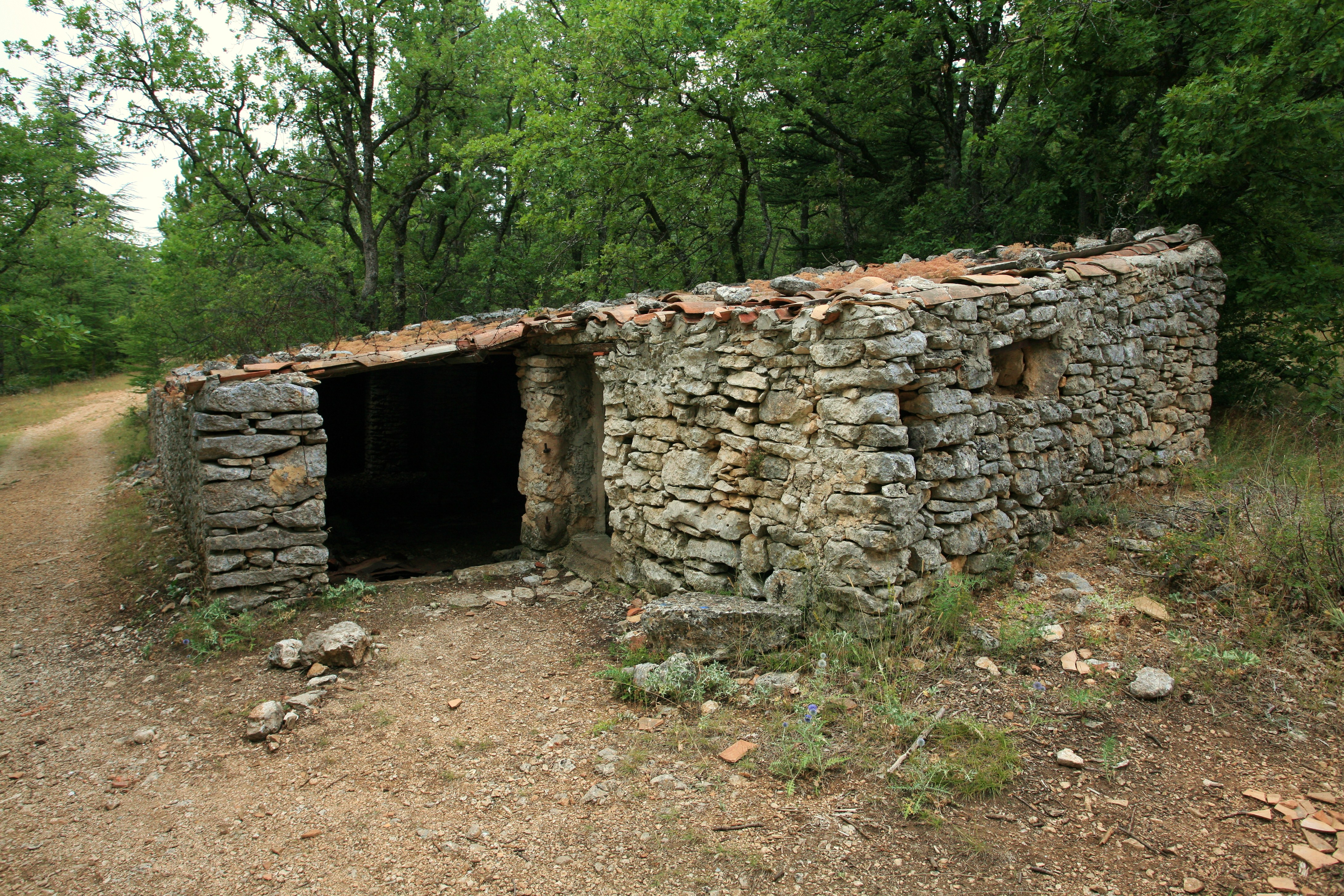
Jas dit des Abeyts sur le versant sud du mont Ventoux. La cabane du berger est bâtie contre le pignon-façade de la bergerie proprement dite.

L'élevage ovin est pratiqué sur les pentes du Ventoux depuis des millénaires. À tel point que dès la fin du Néolithique, le pastoralisme et, son associé traditionnel, le feu sont à l'origine du premier déboisement du massif. Datant de cette période, des vestiges de bergeries rupestres ont été identifiés dans la combe de Malaval. Les flancs de la montagne constituent un immense espace pastoral de 25 000 hectares. L'élevage du mouton a connu son premier grand essor au Moyen Âge et plus particulièrement au XIVe siècle au temps des papes d'Avignon. D'énormes troupeaux paissaient landes, sous-bois, terres après moisson ou en jachère. De nombreux jas en témoignent encore. Il en a été répertorié 60 à Bédoin, 20 à Flassan et 10 à Villes-sur-Auzon avec les citernes et les aiguiers attenants.
Les premières estimations précises ne datent pourtant que du XIXe siècle. Le nombre d'ovins est alors estimé à 30 000 têtes. Ce cheptel subdivisé en petits troupeaux, ou trenteniers, est placé sous la garde de jeunes bergers dont un bon nombre sont issus des hospices d'Avignon et de Carpentras. Déjà les agneaux de la race locale « Préalpes du Sud » sont vendus aux foires annuelles de Sault.
Un net recul de cet élevage va être marqué par la politique de reboisement qui va affecter la zone de pâturage à partir de 1 000 mètres d'altitude. Entre 1866 et 1929, ce sont la moitié des troupeaux qui disparaissent sur le versant sud et le versant nord n'a plus qu'un tiers à un quart de son cheptel initial. En 1970, on comptabilise encore 6 000 ovins disséminés en 70 troupeaux. En l'an 2000, le chiffre est resté identique, mais avec seulement 28 troupeaux. À ce chiffre s'ajoute l'estive qui fait monter sur les pâturages du Ventoux entre 800 à 1 000 têtes en provenance de Sarrians et de Jonquières.

### Tourisme
Hormis l'agriculture et l'élevage, l'économie la plus facilement identifiable autour du mont Ventoux est liée au tourisme. Même les producteurs viticoles semblent tenir compte du développement du tourisme et un nombre grandissant de domaines proposent, en plus de la traditionnelle dégustation, de véritables cours d'initiation à l'œnologie.
On peut considérer trois principales sortes de tourisme sur le mont Ventoux. Tout d'abord, le tourisme détente, qui se traduit par un important développement des chambres d'hôtes, de l'hôtellerie et de la location saisonnière, par une concentration importante de piscines et par des animations comme les marchés provençaux. Ensuite, le tourisme vert, qui profite du cadre protégé qu'offrent le mont Ventoux et ses environs. Enfin, le tourisme sportif, car nombreux sont les touristes qui viennent voir cette montagne mythique du Tour de France et parfois même s'y essayent sur une partie du parcours, ou encore viennent pratiquer la randonnée ou faire du ski. C'est sur la commune que se trouve la seule station de ski du Vaucluse, la station du mont Serein.
Pour loger ses touristes, la commune dispose d'un camping, d'un hébergement collectif au niveau de la station de ski, de gîtes et de locations saisonnières.
Restaurant Bistrot de pays La Fourchette du Ventoux,.

#### La station de sports d'hiver du mont Serein

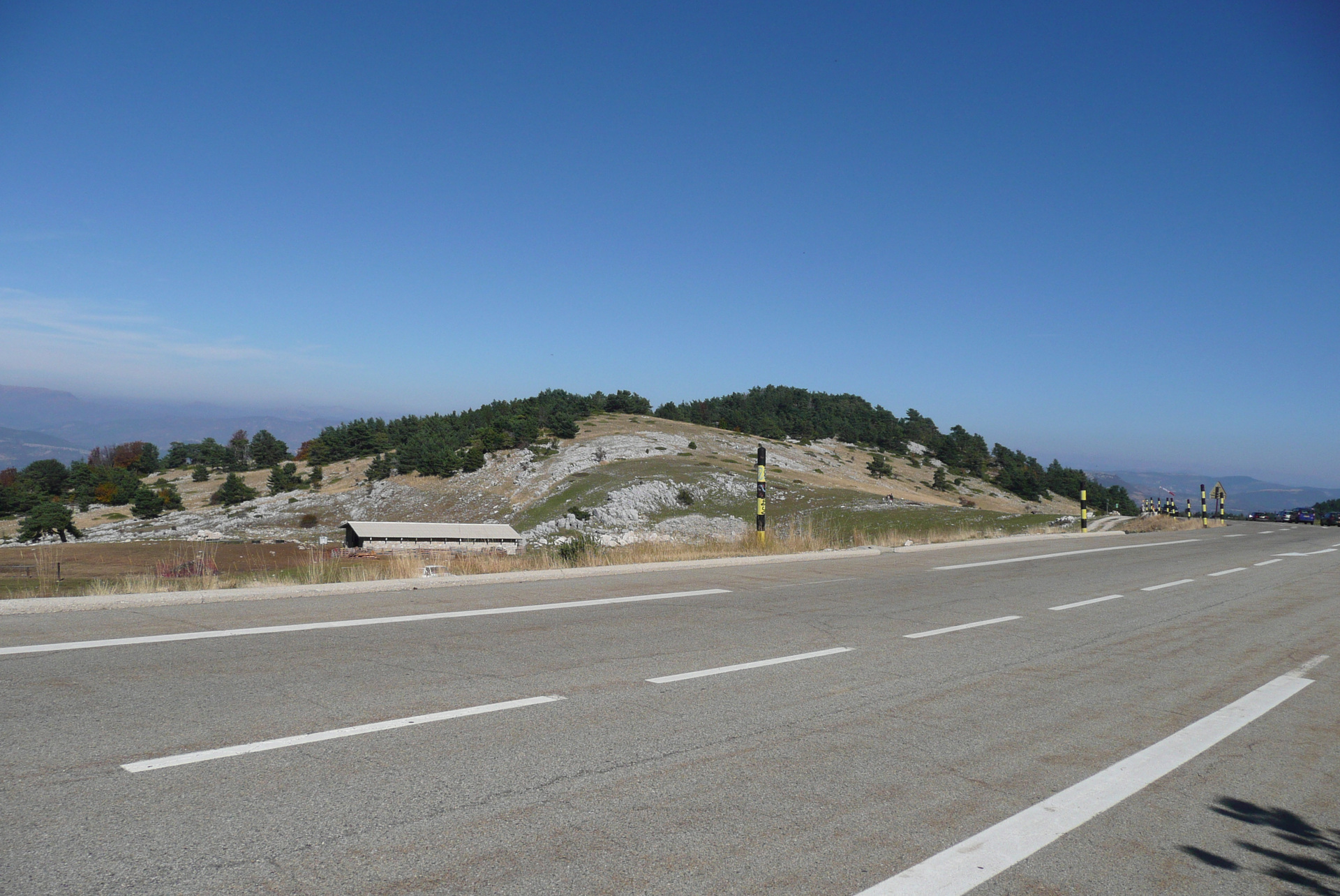
Le mont Serein.

Sur le versant nord du mont Ventoux, au pied du mont Serein culminant à 1 445 m d'altitude, se trouve une station de ski installée depuis le milieu des années 1920.
L'écrivain, peintre et alpiniste Pierre de Champeville, fondateur et premier directeur du syndicat d'initiative de Carpentras, est le premier à être convaincu de la possibilité de créer une station de sports d'hiver sur l'un des versants du Ventoux. Après une reconnaissance positive de sa part en mars 1925, il organise au cours de l'hiver 1925-1926 plusieurs excursions avec démonstration de ski dans le vallon des Pointes.
Face au succès rencontré, la nécessité d'offrir un abri aux skieurs incite les syndicats d'initiative d'Avignon et de Carpentras à aider Eugène Reynard, un apiculteur de Bédoin, propriétaire d'un terrain au mont Serein, à édifier sur celui-ci un refuge connu depuis sous le nom de chalet Reynard.

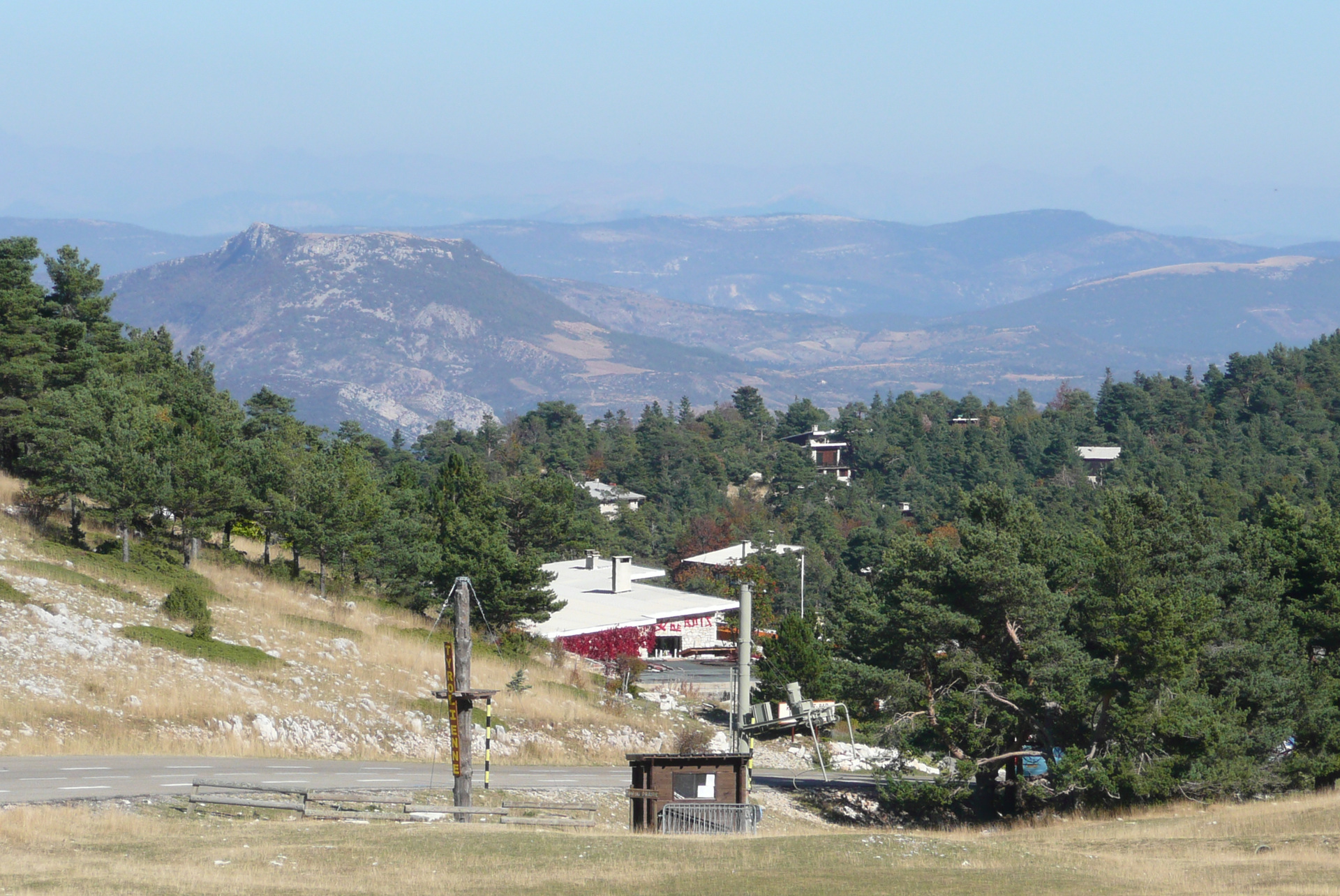
Station de ski du mont Ventoux à proximité du mont Serein.

Dès 1927, sous l'impulsion de Champeville, commence la mise en état du plateau du Contrat et les premières pistes sont fréquentées l'année suivante. L'équipement du site Contrat / mont Serein terminé, le ski-club du Ventoux d'Avignon prend à son tour l'initiative de faire construire le refuge Chanvert sur le versant nord. Dans le même temps, les hommes politiques interviennent pour faire tracer une nouvelle route allant de Malaucène vers le sommet du Ventoux via le mont Serein.
La popularisation de ces aménagements est faite par Champeville lui-même au cours des années 1930-1931 avec une série d'articles qui paraissent dans la presse nationale et locale.
Aujourd'hui la station du mont Serein offre 12 kilomètres de pistes de ski alpin et 7 kilomètres de ski nordique, et un hôtel-restaurant. La station a su diversifier ses activités en proposant des loisirs l'été comme l'équitation, le vélo tout terrain, la tyrolienne, la grimpe d'arbre ou l'initiation à l'astronomie. La pratique du parapente sur le mont Ventoux est apparue à la fin du XXe siècle.

## Équipements et services

### Enseignement

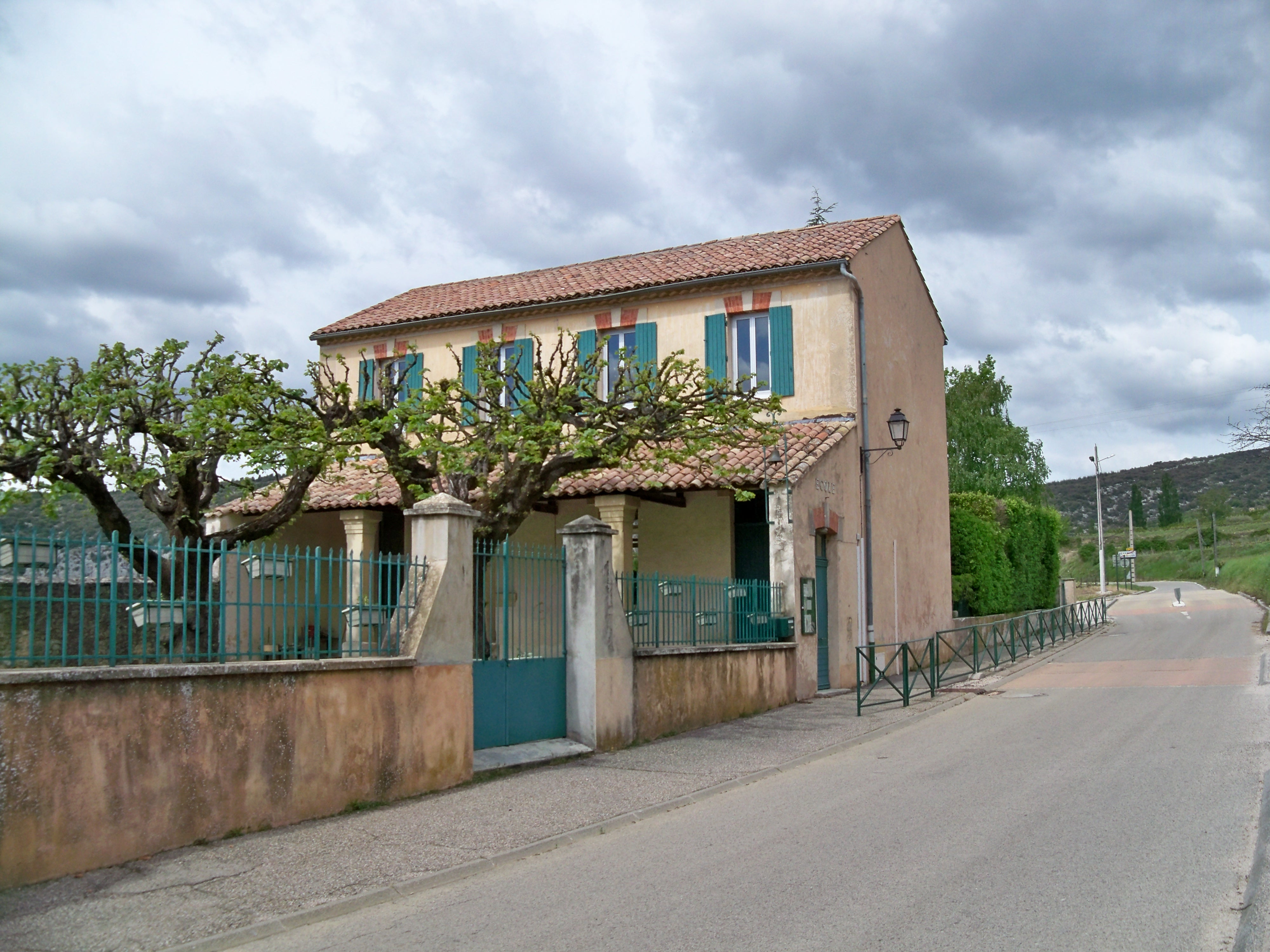
École de Beaumont-du-Ventoux.

- L'on trouve sur la commune une école maternelle et une école primaire[46]. Ensuite les élèves sont dirigés vers le collège Joseph-d'Arbaud à Vaison-la-Romaine[47], puis le lycée Jean-Henri-Fabre à Carpentras.

### Sports
- L'on peut noter au niveau du mont Serein en hiver la pratique du ski, qu'il soit de fond ou alpin, ainsi que les balades en raquettes.
- En été, possibilité de nombreuses balades avec entre autres le passage du Sentier de grande randonnée 4, pratique du vélo, etc.

### Santé
- Pas d'aménagement particulier de santé sur la commune, mais pharmacies, centre hospitalier, centre médico-social et divers médecins sur la commune de Malaucène, et Vaison-la-Romaine[48].

### Cultes
- Culte catholique, Paroisse Malaucène[49], Diocèse d'Avignon.

### Écologie et recyclage
- La collecte et traitement des déchets des ménages et déchets assimilés et la protection et mise en valeur de l'environnement se font dans le cadre de la communauté d'agglomération Ventoux-Comtat Venaissin.

## Lieux et monuments

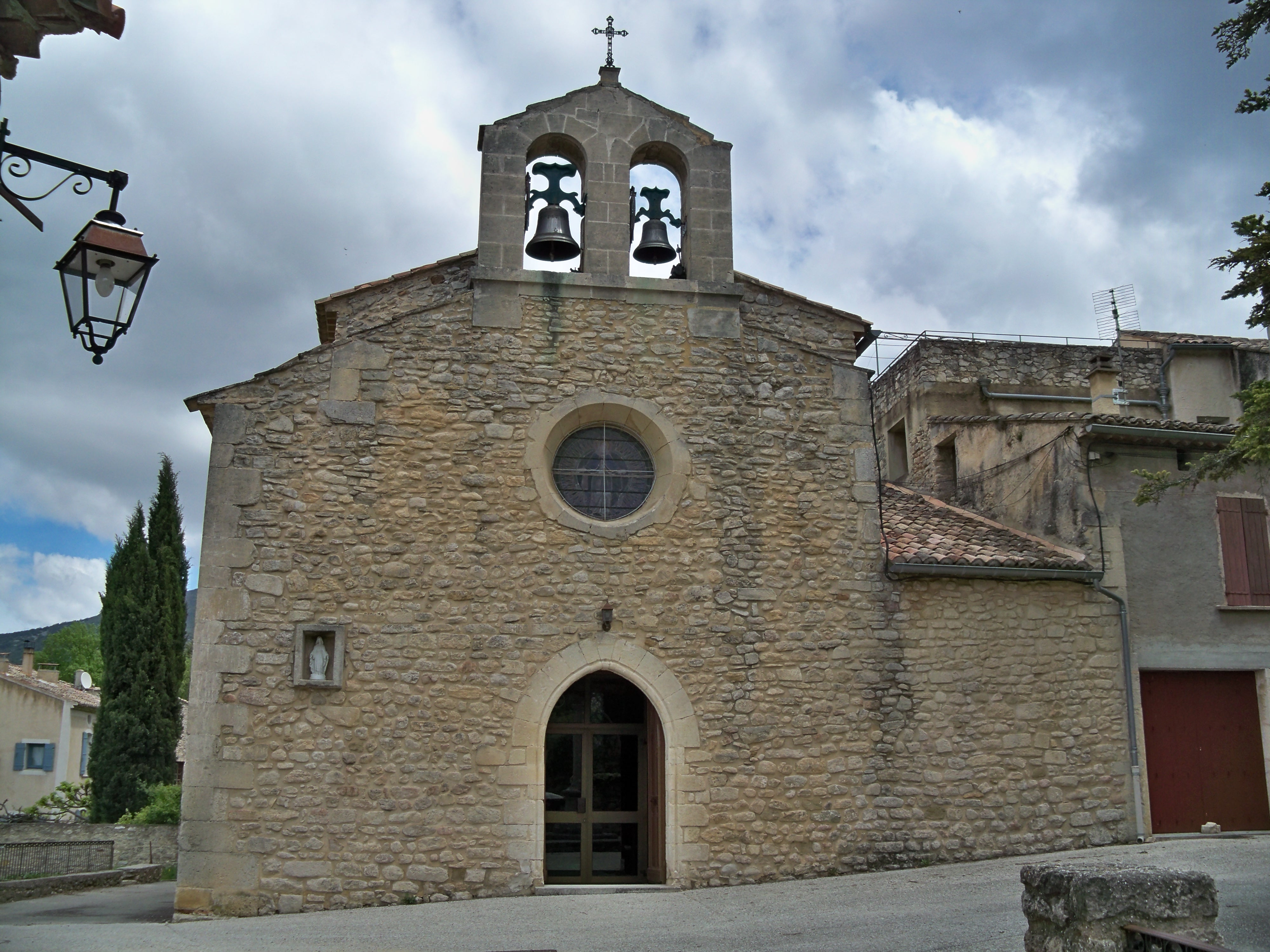
Église.
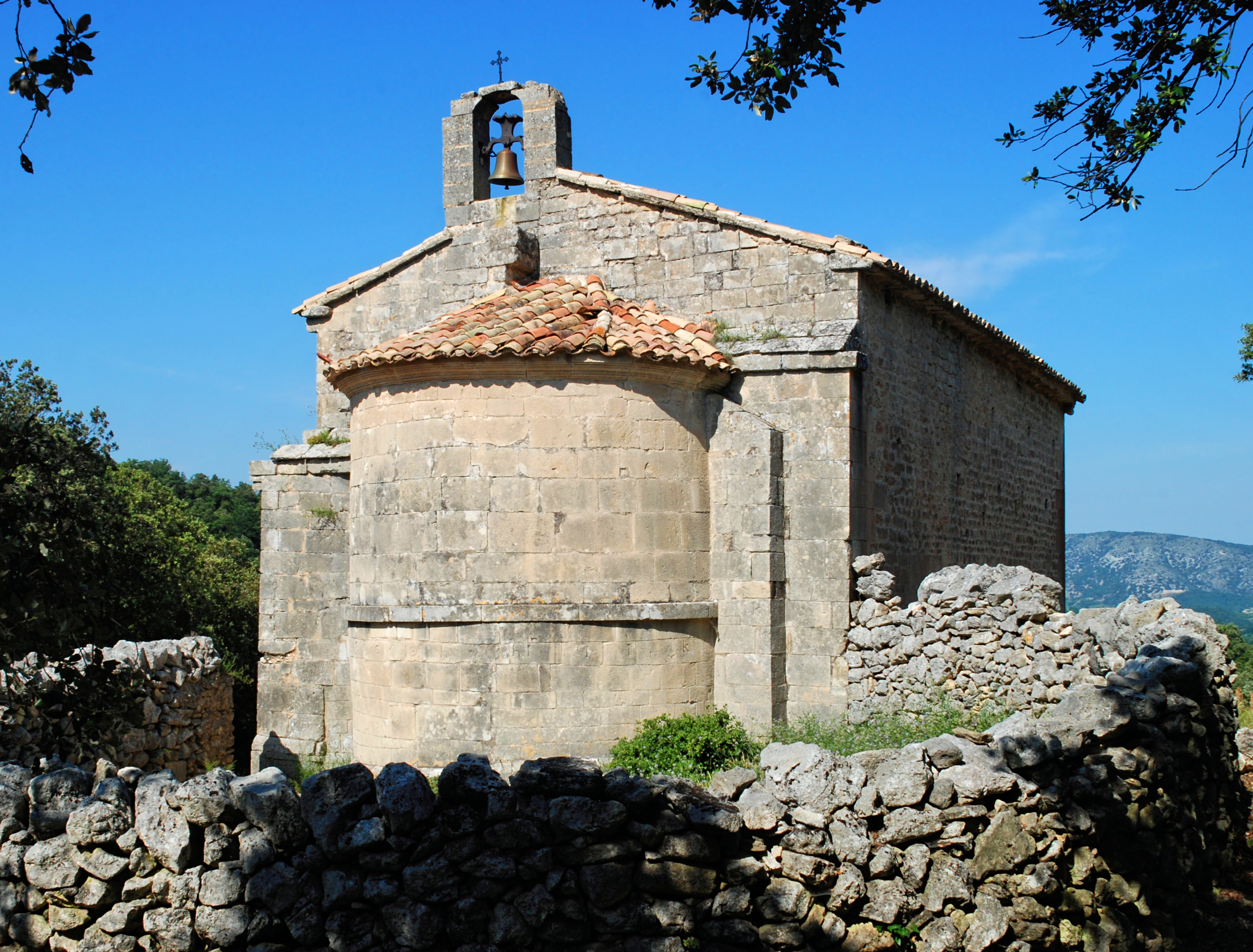
Chapelle du Saint Sépulcre.
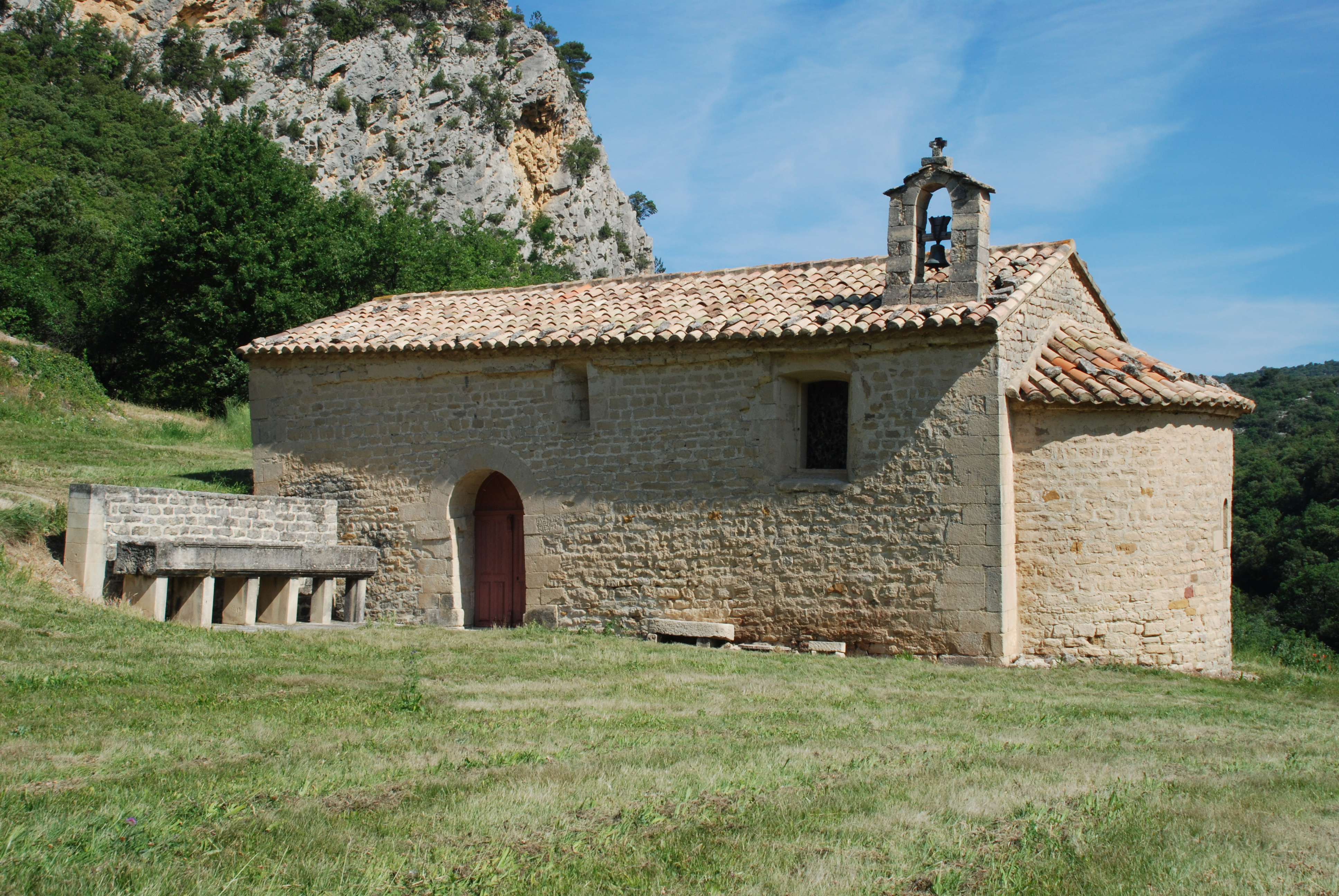
Chapelle Sainte-Marguerite.
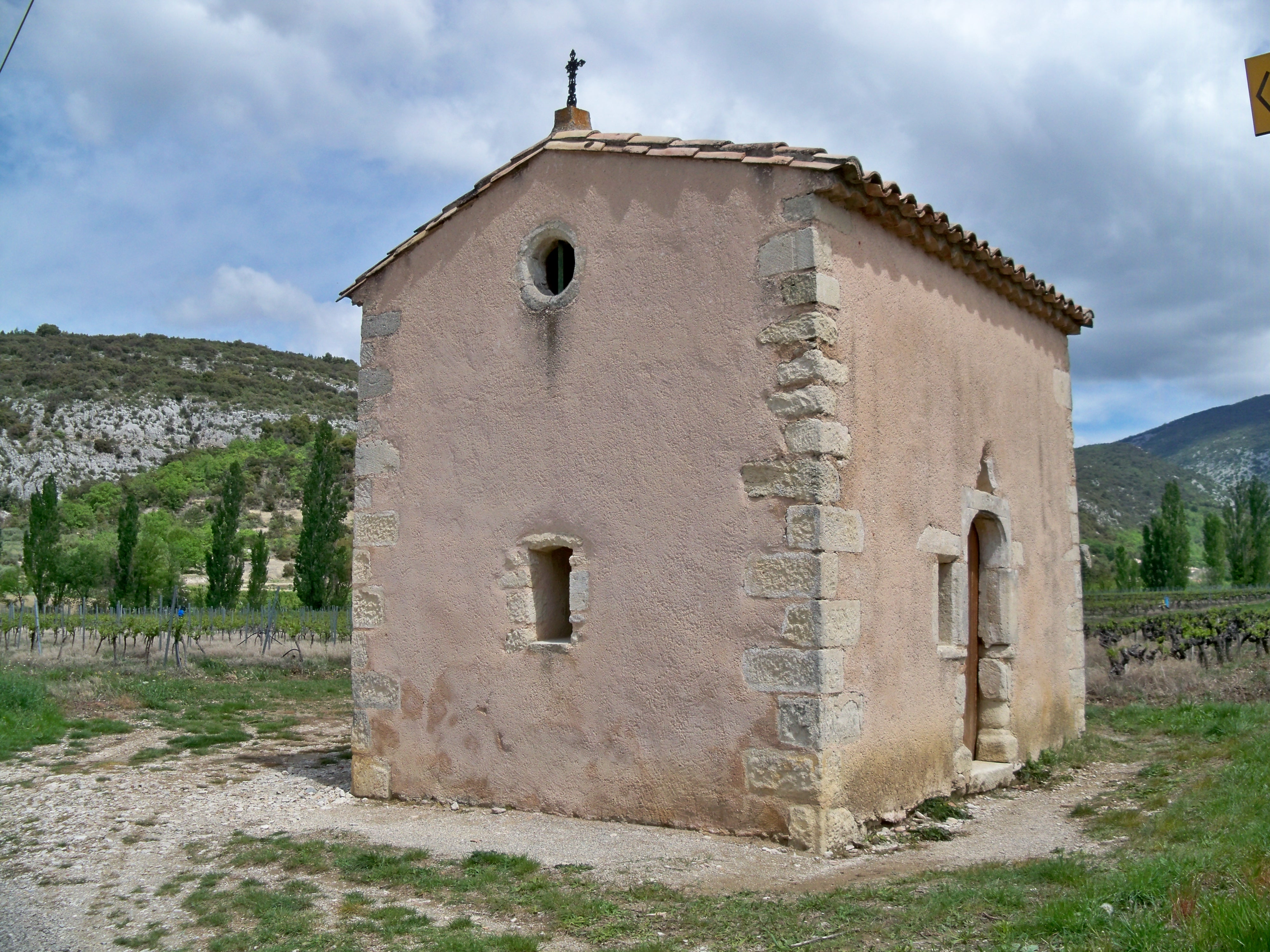
Chapelle Saint-Roch.
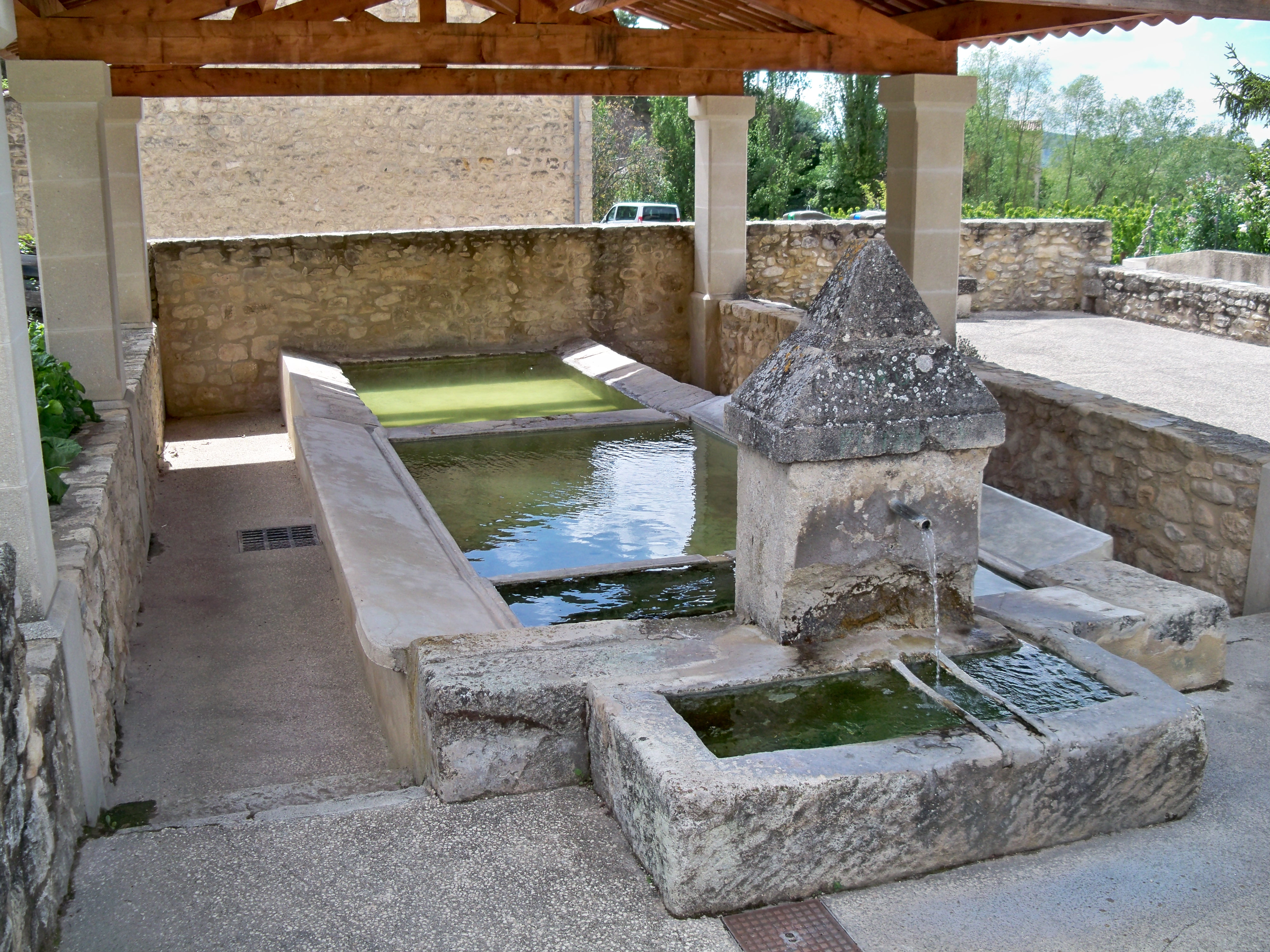
Lavoir du hameau des Valettes.
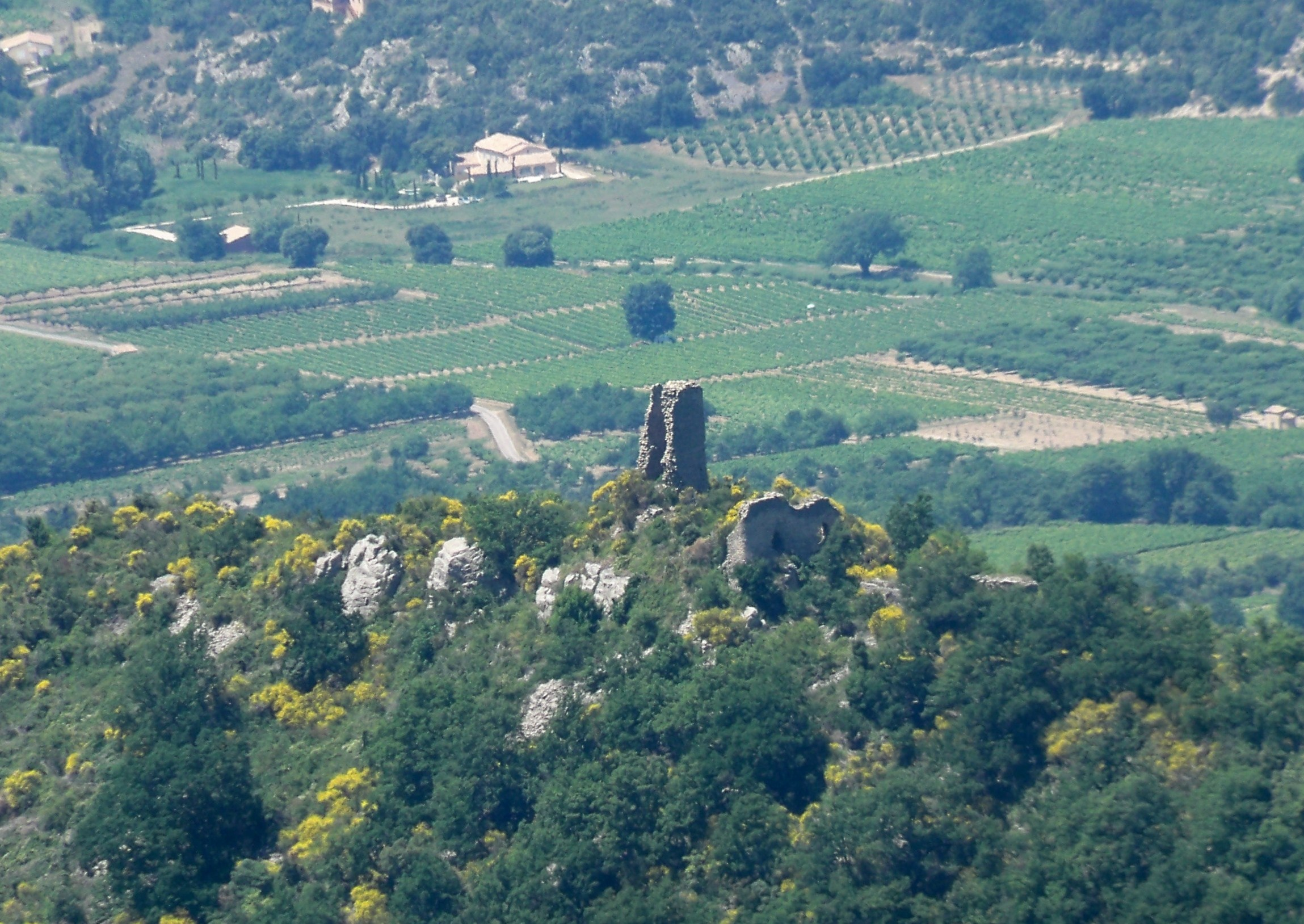
Tour ruinée.

Patrimoine religieux :
- L’église paroissiale reconstruite et agrandie à partir de 1692[50].
- Chapelles :
  - Chapelle du Saint-Sépulcre[51] au hameau des Valettes du XIIe siècle[52]. Elle était dès 1113 un prieuré de Saint-Victor de Marseille sur son tympan est sculptée une scène qui a donné cours à différentes interprétations puisque les uns y voient « un christ entouré de deux croix et de deux espèces de boîtes ou de maisons », d'autres « un homme prêtant serment entre deux sarcophages », certains « un orant bénissant » et les derniers « le tombeau de Jésus Christ avec des religieux »[53].
  - Chapelle Sainte-Marguerite[54] où l'on trouve en réemploi une stèle anépigraphique servant de support à un bénitier, un Arbre de Vie ainsi qu'un autel paléo-chrétien[53].
  - Chapelle Sainte-Sidoine[55], sur le parcours du GR4, à 748 mètres d'altitude.
  - Chapelle Saint-Roch aux Grandes Terres[56].
- Monument aux morts[57].

Autres patrimoines :
- Tour ruinée, reste d'un château de la fin du Xe siècle à Beaumont-le-Vieux[59].
- Oratoires.
- Anciens lavoirs.
- Carrières de pierres d'origine romaine[60] au niveau de la combe du Maupas.

## Personnalités liées à la commune
- Raymond de Turenne, capitaine pontifical et destructeur de Beaumont-le-Vieux.
- Famille de Beaumont du Repaire.
- Famille de Brancas.

## Héraldique
| Blason de Beaumont-du-Ventoux | Les armes peuvent se blasonner ainsi : De gueules à la fasce d'argent chargée de trois fleurs de lys d'azur, accompagnée en chef d'une clé d'or et d'une clé d'argent passées en sautoir et en pointe d'une croix potencée aussi d'or, cantonnée de quatre croisettes de même (croix de Jérusalem). |